# Mauve à petites feuilles
Malva pusilla
Espèce
Classification phylogénétique
La Mauve à petites feuilles (Malva pusilla Sm., 1795) ou Mauve fluette est une espèce de plante annuelle du genre Malva, de la famille des Malvacées.

## Caractéristiques
C'est une herbacée rudérale dont l'allure (port) varie beaucoup selon le contexte (en fonction niveaux de compétition notamment). Toute la plante est comestible, comme pour toutes les plantes de la famille.
Cette plante, souvent un peu rampante en grandissant, tend à devenir ligneuse près des racines. Toutes ses parties aériennes contiennent du tannin et sont riches en mucilage. 
Ses graines, rassemblées en capsules ont la forme en petit fromage d'antan, ce qui l'a fait parfois nommer Fromagère. Imperméables, elles sont disséminées par gravité (barochorie). Elles ont une faible germination sans traitement, résultant en une dormance prolongée.
Originaire d'Asie, elle est archéophyte en Europe (introduite depuis plus de 500 ans, et à fortiori adaptée).
Risques de confusion : deux autres mauves lui ressemblent : 
- Malva neglecta Wallr. et
- Malva parviflora L.,

...mais toutes deux ont une distribution géographique différente, et des pétales courts et ciliés.

## Synonymes
- Althaea borealis Alef., 1862
- Malva borealis Wallman, 1816
- Malva crenata Kitt., 1840
- Malva rotundifolia L., 1753[1]

## Usages
Toutes les mauves sont connues des ethnobotanistes pour leurs usages alimentaires et en médecine traditionnelle, dont la Mauve à petites feuilles, notamment dans les pays de l'Est de l'Europe,,

## Alimentation
Toutes les mauves, riches en mucilages, sont entièrement comestibles. Elle fait aussi partie des aliments traditionnels de la cuisine yézidie et kurde en Turquie

## Phytothérapie
Maria Treben recommande cette plante pour :
- les inflammations (des muqueuses utérines, de la vessie, du pylore, de la gorge, des amygdales et du larynx), les maladies malignes du larynx, les ulcérations ou abcès (gastrites et les ulcères gastro-intestinaux y compris), les blessures  ;
- les maladies respiratoires (engorgement des poumons, catarrhe bronchial, toux, enrouement, emphysème pulmonaire)
- les gonflements des mains ou des pieds subséquents à des fractures, la phlébite[3].

## Invasivité
Là et quand où elle a été introduite par l'Homme hors de son aire naturelle de répartition, en Amérique du Nord cette espèce s'est localement comportée en « mauvaise herbe » de potagers, colonisant aussi des sols dégradés et désaffectés et des prairies. Elle s'est comportée en invasive sur des sols cultivés de lin (perte de productivité dépassant parfois de 90%) et de lentilles ou de blé (de plus de 30% de pertes).

## Recherche d'un pesticide ciblant spécifiquement cette espèce
Comme cette espèce semble relativement résistante aux pesticides herbicides, il a été proposé dans les années 1980 à 2010 de la contrôler dans les grandes cultures via un champignon phytopathogène utilisé comme bioherbicide. Sous serre, et expérimentalement, le champignon microscopique Colletotrichum gloeosporioides (Penz.) Sacc. f. sp. malvae, isolé à partir d'infections d'anthracnose de la mauve à feuilles rondes (Malva pusilla Sm.) s'est montré attaquant spécifiquement les Malva spp. (mais aussi l' Abutilon theophrasti), tout en n'attaquant que légèrement les souches testées de rose trémière (Althaea rosea, Malope trifida) et la Mauve de Venise (Hibiscus trionum). L'inoculation de plants de mauve à feuilles rondes par des spores de ce champignon les a tués en 17 à 20 jours. Cependant sur les feuilles de velours, seules 60 à 70 % d'attaques étaient constatées. Des essais en plein champ conduits de 1982 à 1987 ont conclu à une bonne efficacité de ce mycoherbicide, mais sans évaluer les risques pour les souches eurasiatiques de cette Mauve.